# Тарасово (Тосненский район)
Тарасо́во — деревня в Тосненском городском поселении Тосненского района Ленинградской области.

## История
На карте Я. Ф. Шмидта 1770 года и карте А. М. Вильбрехта 1792 года деревня не упоминается, но на карте Ф. Ф. Шуберта 1844 года деревня Тарасова уже есть.

ТАРАСОВО — деревня Тарасовского сельского общества, прихода села Марьино, при реке Тосне.

Дворов крестьянских — 27, в том числе бобыльских — 3. Строений — 108, в том числе жилых — 45. Мелочная лавка, питейный дом. 

Число жителей по семейным спискам 1879 г.: 75 м. п., 67 ж. п.; по приходским сведениям 1879 г.: 71 м. п., 78 ж. п. (1884 год)

ТАРАСОВА — деревня бывшая владельческая при реке Тосна. Дворов — 27, жителей — 145. Лавка. (1885 год)

В конце XIX — начале XX века деревня административно относилась к Марьинской волости 1-го стана 1-го земского участка Новгородского уезда Новгородской губернии.

ТАРАСОВО — деревня Тарасовского сельского общества, дворов — 32, жилых домов — 30, число жителей: 97 м. п., 87 ж. п. 

Занятия жителей — земледелие, отхожие промыслы. Часовня, хлебозапасный магазин, 3 мелочные лавки, пивная лавка. (1907 год)

Согласно военно-топографической карте Петроградской и Новгородской губерний издания 1917 года деревня называлась Тарасова и насчитывала 18 крестьянских дворов.
С 1917 по 1927 год деревня Тарасово входила в состав Любанской волости Новгородского уезда Новгородской губернии.
С 1927 года в составе Андриановского сельсовета Любанского района Ленинградской области.
С 1930 года в составе Тосненского района.
По данным 1933 года деревня Тарасово входила в состав Андриановского сельсовета Тосненского района.
- План деревни Тарасово. 1939 год

Согласно топографической карте 1939 года деревня насчитывала 24 двора.
С 1 сентября 1941 года по 31 декабря 1943 года деревня находилась в оккупации.
В 1958 году население деревни Тарасово составляло 155 человек.
По данным 1966 и 1973 годов деревня также находилась в составе Андриановского сельсовета.
По данным 1990 года в деревне Тарасово проживали 998 человек. Деревня являлась административным центром Тарасовского сельсовета в который входили 10 населённых пунктов: деревни Авати, Андрианово, Горка, Гутчево, Мельница, Примерное, Рублёво, Сидорово, Тарасово, Усадище, общей численностью населения 1319 человек.
В 1997 году в деревне Тарасово Тарасовской волости проживали 972 человека, в 2002 году — 858 человек (русские — 94 %).
В 2007 году в деревне Тарасово Тосненского ГП — 943 человека.

## География
Деревня расположена в центральной части района на автодороге 41К-882 (Ушаки — Гуммолово). 
Расстояние до административного центра поселения — 19 км.
Расстояние до ближайшей железнодорожной станции Ушаки — 14 км.
Деревня находится на правом берегу реки Тосна у устья реки Пялья.
На юге к Тарасову примыкает деревня Сидорово, на западе — деревня Андрианово. От Тарасова на северо-восток идёт автодорога до деревни Мельница.

## Демография
| 2007 | 2010 | 2017 |
| ---- | ---- | ---- |
| 943  | ↘934 | ↘845 |

## Улицы
1 Линия, 2 Линия, 3 Линия, 4 Линия, 5 Линия, 6 Линия, 7 Линия, 8 Линия, 9 Линия, 10 Линия, 11 Линия, 12 Линия, 11 Линия, 12 Линия, 13 Линия, 14 Линия, 15 Линия.